# Eremogone loisiae
Eremogone loisiae är en nejlikväxtart som beskrevs av Noel Herman Holmgren och P.K.Holmgren. Eremogone loisiae ingår i släktet Eremogone och familjen nejlikväxter. Inga underarter finns listade i Catalogue of Life.